# Scimob
Scimob est un studio de développement de jeux vidéo pour smartphones créé en 2008 par Gaël Bonnafous et basé à Montpellier. 
Spécialisée dans le jeu dit « trivia », avec des jeux de quiz, de devinettes et de culture générale grand public, ses applications sont conçues dans plusieurs langues et distribués sur l’App Store, Google Play, et Windows Phone.

## Historique
En 2008, Gaël Bonnafous tente de créer « l'équivalent d'un Google adapté aux sites mobiles », ce qui sera un échec.
En 2009, Scimob lance l'application pour le jeu Akinator qui deviendra un record sur l’App Store.
Entre 2012 et 2015 paraît la série des 94 (94 secondes, 94 degrés, 94 %). En 2017, l'application totalise 84 millions de téléchargements dans le monde. Néanmoins, le fondateur reconnaît que ce genre de jeux connait souvent un succès éphémère et centré sur les premiers mois.
En 2015, l'entreprise est considérée comme l'un des « leaders du marché des jeux mobiles en Europe ». La société est rachetée par le groupe Webedia en 2016.
Le 11 février 2020, l'entreprise fusionne avec Webedia et disparait administrativement.